# Беседовщина (Гребёнковский район)

Беседовщина (укр. Бесідівщина) — село,
Ульяновский сельский совет,
Гребёнковский район,
Полтавская область,
Украина.
Код КОАТУУ — 5320886602. Население по переписи 2001 года составляло 142 человека.

## Географическое положение
Село Беседовщина находится в 2,5 км от города Гребёнка.
Через село проходят автомобильная дорога Т-1708 и
железная дорога, станция Беседовщина.

## История
- 1924 — дата основания.
- Село указано на трехверстовке Полтавской области. Военно-топографическая карта.1869 года как хутор Беседовский[2]
- Беседовка приписана к Георгиевской церкви местечка Городище (Городовасильков) о которой в Полтавском обласном архиве есть документы[3]